# Boží prozřetelnost

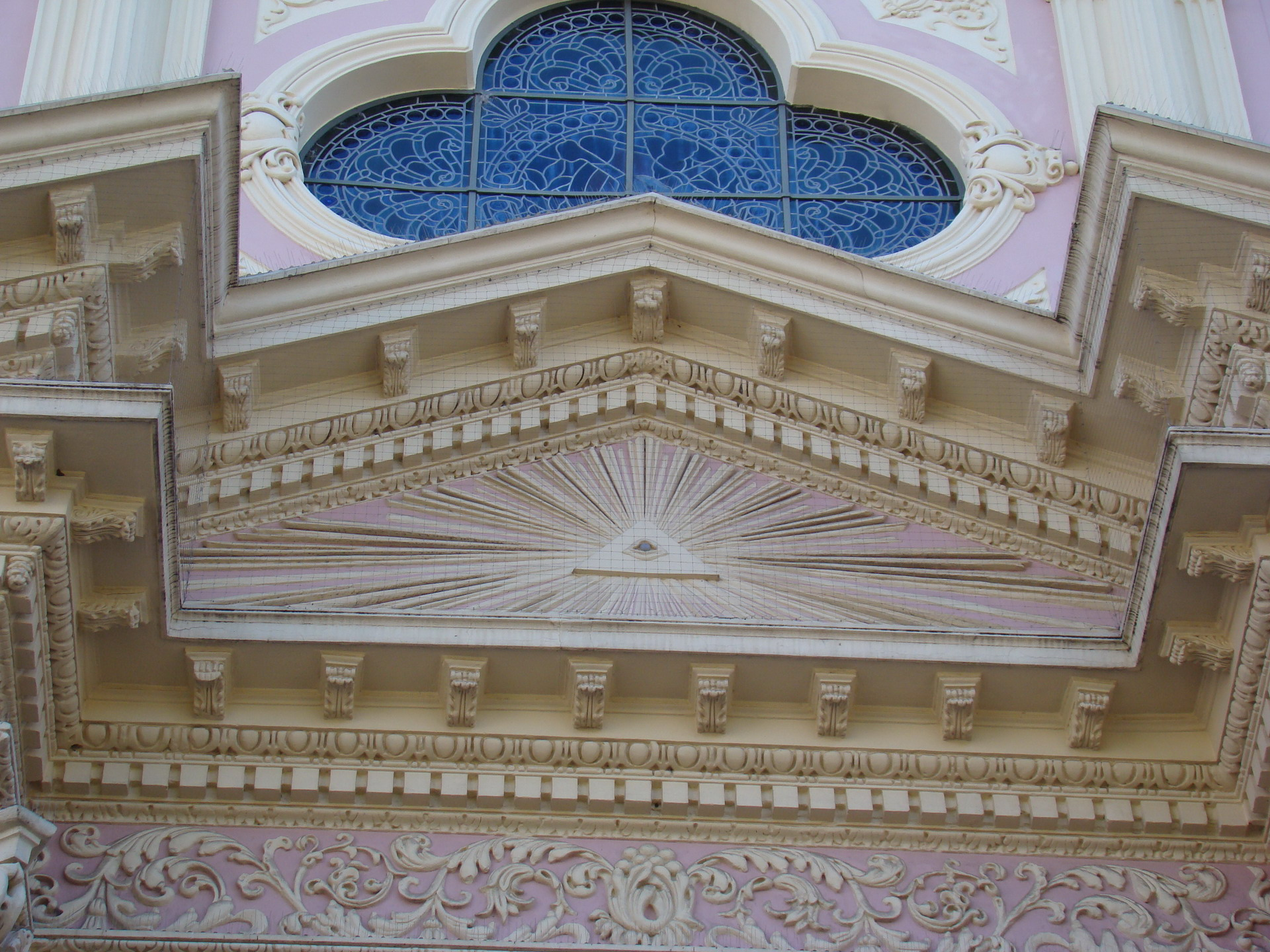
Oko Prozřetelnosti nad bránou do katedrály Salta Ojo de la Providencia

Boží prozřetelnost nebo krátce jen Prozřetelnost označuje vyšší božskou prozřetelnost, která řídí nebo ovlivňuje lidské osudy a běh světových dějin.
Katolickou definici podává Bruggerův Filosofický slovník takto: „Prozřetelností se nazývá působení, jehož prostřednictvím vede Bůh všechny tvory k jejich cíli. Zahrnuje za prvé věčný světový plán Boha dovést stvořené bytosti jednotlivě i v celku k jejich nejvyššímu cíli, tj. k oslavě Boha. Tímto plánem jsou předurčeny jak cíl, tak prostředky (přirozené dispozice, existenční podmínky ap.). Za druhé, prozřetelnost zahrnuje provedení světového plánu čili řízení světa." Podobné pojetí má většina teistických náboženství.
Neprozřetelnost označuje obvykle lehkomyslnost nebo neopatrnost.

## Historie
V Německu, v dobách nacismu byl termín používán často. Adolf Hitler se prohlásil za nástroj Prozřetelnosti a zdůvodňoval tím mnohé kroky nacistické politiky.